# Lick My Decals Off, Baby
Lick My Decals Off, Baby är ett musikalbum av Captain Beefheart & the Magic Band som lanserades i december 1970. Det var uppföljaralbum till dubbel-LP:n Trout Mask Replica och fortsätter på spåret med komplexa rytmer och låtstrukturer. Mycket av musiken på det här albumet kom till efter pianoimprovisationer av Don Van Vliet som sedan omvandlades till musikstycken. En marimba tar stor plats på skivan. Albumet blev i stort sett ignorerat i USA, men listnoterades i Storbritannien som #20 på UK Albums Chart.

## Låtlista
Sida A
1. "Lick My Decals Off, Baby" – 2:38[4]
2. "Doctor Dark" – 2:46
3. "I Love You, You Big Dummy" – 2:54
4. "Peon" – 2:24
5. "Bellerin' Plain" – 3:35
6. "Woe-is-uh-Me-Bop" – 2:06
7. "Japan in a Dishpan" – 3:00

Sida B
1. "I Wanna Find a Woman That'll Hold My Big Toe Till I Have to Go" – 1:53
2. "Petrified Forest" – 1:40
3. "One Red Rose That I Mean" – 1:52
4. "The Buggy Boogie Woogie" – 2:19
5. "The Smithsonian Institute Blues (or the Big Dig)" – 2:11
6. "Space-Age Couple" – 2:32
7. "The Clouds Are Full of Wine (not Whiskey or Rye)" – 2:50
8. "Flash Gordon's Ape" – 4:15

(Alla låtar skrivna av Captain Beefheart d.v.s. Don Van Vliet)

## Medverkande
- Captain Beefheart — sång, basklarinett, tenorsaxofon, sopransaxofon, munspel
- Zoot Horn Rollo (Bill Harkleroad) — gitarr, slidegitarr
- Rockette Morton (Mark Boston) — basgitarr
- Drumbo (John French) — percussion, trummor
- Ed Marimba (Arthur Dyer Tripp III) — marimba, percussion